# Jacob Albert Vos
Jacob Albert Vos, auch Jacobus Albertus Vos und Jan Albert Vos, (* 24. November 1723 in Utrecht; † 20. März 1795 ebenda) war ein niederländischer reformierter Theologe.

## Leben
Der Sohn des Johann Vos und der Jacoba Suzanna de Ruever hatte das Predigeramtsexamen bestanden und wurde am 5. Januar 1744 Prediger in Ter Aa. Am 2. April wechselte er in gleicher Eigenschaft nach Elburg und kam am 2. November 1755 als Pfarrer nach Montfoort. Hier beabsichtigte man ihn, als Hochschullehrer der Theologie an die Universität Harderwijk zu ziehen. Dieses Anliegen scheiterte jedoch. Daher nahm er am 26. Juni 1768 einen Ruf als Pfarrer in Zaltbommel an. Hier erhielt er von den Kuratoren der Utrechter Hochschule am 18. September 1769 einen Ruf als Professor der Theologie an die Universität Utrecht.
Hierfür erhielt er von der theologischen Fakultät der Utrechter Hochschule am 25. November 1769 die Doktorwürde verliehen und trat am 4. Dezember 1769 die ihm übertragene Professur an. In jener Eigenschaft beteiligte er sich auch an den organisatorischen Aufgaben der Hochschule und war 1774/75 Rektor der Alma Mater.
Am 20. Januar 1794 wurde er aus seiner Professur emeritiert und 1795 verstarb er an langsamer Schwächung des Körpers und Geistes.
Vos heiratete 1761 Jakoba Maria Joncheere, sie hatten neun Kinder, darunter den Arzt und Politiker Cornelis Johannes Vos.

## Werke
- Uitlegging van het boek van den profeet Daniel. 2 Bände, Utrecht 1761 und 1763 (Digitalisat Band 1 und Band 2)
- Academische Redevoeringh ter gedagtenis van den Prof. A. Voget, uit het Latijn verhaald door J. van Nuyssenburg. Utrecht
- Redevoering over den eerbied, welke wij aan de Propheten, eertijds verkondigers van Gods Raad, verschuldigd zijn, en over de achtbaarheit en het gezag van het boek van Esther. Utrecht 1735